# Cadillac Runabout and Tonneau
Cadillac Runabout/Tonneau — автомобили, выпускавшиеся с 1902 по 1908 год компанией Cadillac.

## Описание

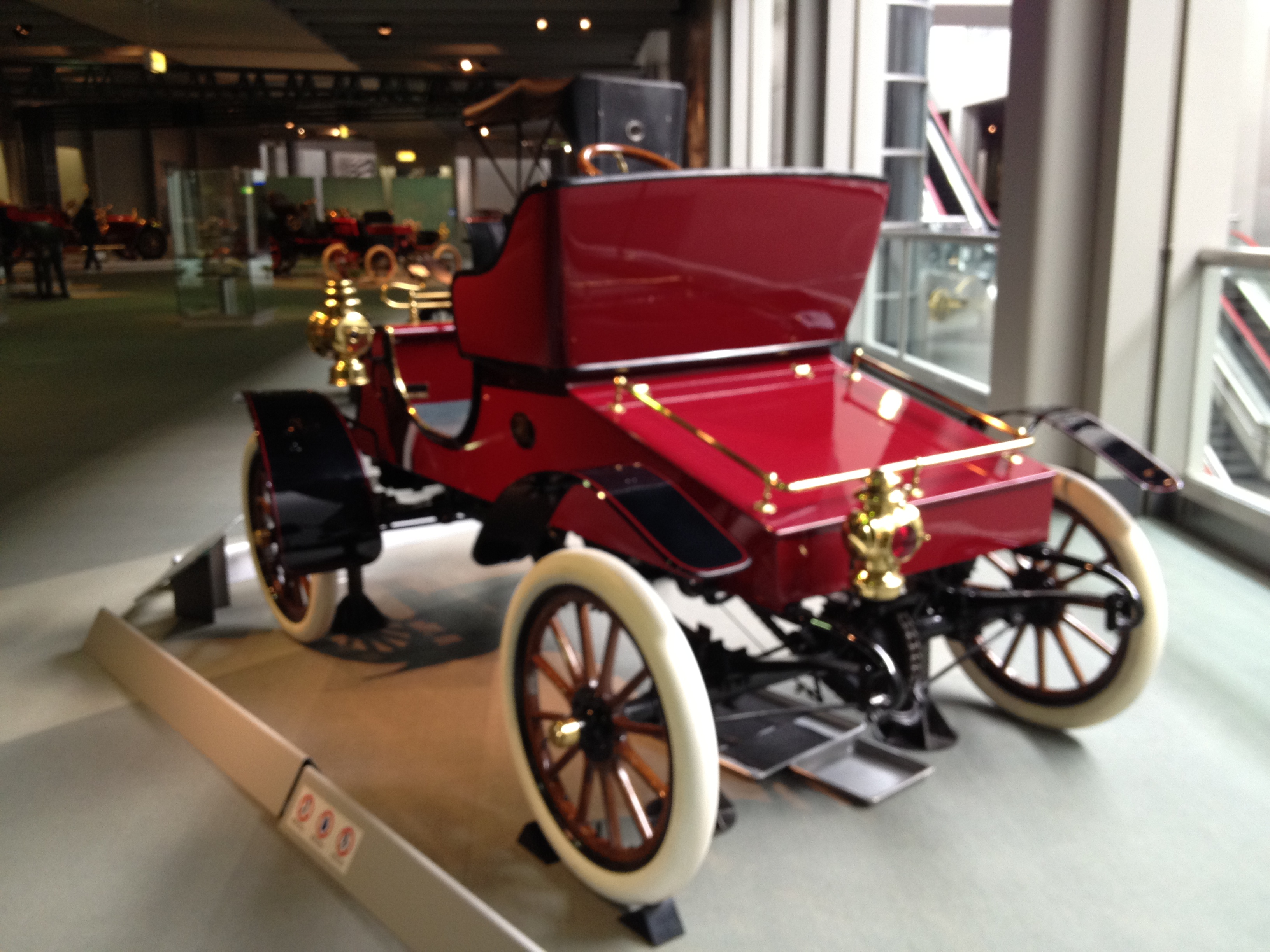
1902 Cadillac Model A

Первые автомобили Cadillac были представлены в последнем квартале 1902 года для 1903 модельного года. Это были двухместные «безлошадные экипажи», приводившиеся в движение надёжным и прочным одноцилиндровым двигателем мощностью 7 кВт (10 л. с.), разработанным Алансоном Партриджем Брашем и выпущенным компанией Leland and Faulconer Manufacturing Company из Детройта, основателем, вице-президентом и генеральным менеджером которой являлся Генри Лиланд.
Переформированная в августе 1902 года в Cadillac Automobile Company, компания начала производить малолитражные автомобили на переоборудованном заводе Detroit Assembly и назвала их «Cadillac» в честь основателя города Антуана Ламота, известного как Антуана Ломе де Ламота Кадильяка. Cadillac Model B, дебютировавший в 1904 году, являлся модернизированной версией Cadillac Model A, от которого отличался удлинённым передним свесом и поперечной передней подвеской. Кузова Model A и Model B — двухместный фаэтон или четырёхместное тонно. В каталогах также показаны лёгкие коммерческие автомобили.
Автомобили Cadillac с одноцилиндровыми двигателями продолжали выпускаться вплоть до 1908 года в кузовах фаэтон, тонно или фургон.

## Одноцилиндровый двигатель
Автомобили Cadillac Model A, Model B, Model C, Model E и Model F оснащались одноцилиндровым двигателем объёмом 98,2 кубических дюйма (1609 см3), мощностью 7 кВт (6,5—9 л. с.). Цилиндр расположен горизонтально, направлен назад и изготовлен из чугуна с медной водяной рубашкой охлаждения. Диаметр цилиндра и ход поршня составляли 5 дюймов (130 мм). Производитель, компания, Leland and Faulconer, назвала этот двигатель «Little Hercules».
В двигателе использовался запатентованный впускной коллектор с переменным подъёмом, лицензированный компанией Alanson Partridge Brush. Ограничения конструкции, обусловленные патентами Brush, вынудили компанию разработать собственный четырёхцилиндровый двигатель для последующих моделей D, L, G и H.

## Tonneau
Когда улицы были грязными или покрыты грязью, автомобили подъезжали задом к тротуару, чтобы пассажиры, садящиеся сзади (в Tonneau), могли избежать ходьбы по грязи.

## Model A

Tonneau 1903

Первые три автомобиля были представлены в январе 1903 года на Нью-Йоркском международном автосалоне. На выставке были проданы все три автомобиля. К середине недели поступили заказы на 2286 единиц, каждая из которых потребовала внесения депозита в размере 10 долларов. Автомобили имели некоторое сходство с Ford Model A; тем не менее, автомобили Cadillac были разработаны Алансоном Партриджем Брашем.
В течение 1903 года было выпущено 2497 единиц. Производство началось в марте 1903 года, в период с марта 1903 по март 1904 года общий объём выпуска составил 1895 единиц. Стоимость двухместного фаэтона составила 750 долларов, а четырёхместного тонно — 100 долларов. Кузов крепился болтами к шасси и мог подниматься без снятия или отключения какой-либо проводки или трубопроводной системы.
Автомобили Cadillac, выпущенные в 1903 году, иногда ошибочно называют Model A; на самом деле они известны просто как «Cadillac Runabout» и «Cadillac Tonneau». В 1904 году, когда была представлена новая модель Cadillac, ей было присвоено обозначение «Model B»; одновременно производство предыдущих моделей продолжилось до 1904 года. Только с 1904 года Cadillac начал называть старые автомобили Model A, чтобы отличать их от новых моделей, дебютировавших в 1904 году.
Передняя часть автомобиля имела покатую, выгнутую фальшивую облицовку капота и радиатора. Номинальная мощность двигателя составила 4,8 кВт (6½ л. с.). Привод подавался на задние колёса цепным приводом через планетарную передачу. Педальные тормоза на задней оси дополнялись зацеплением задней передачи. Деревянные колёса диаметром 22 дюйма имели 12 спиц, а колёсная база автомобиля составляла 72 дюйма (1800 мм).

### Опции

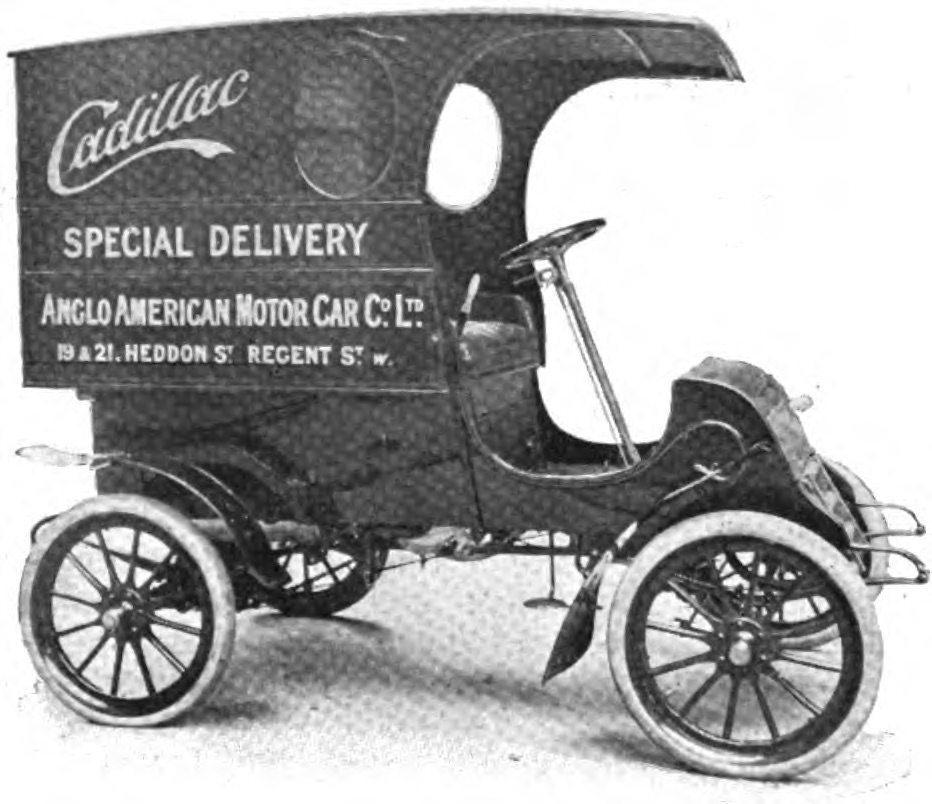
Фургон

- Крепящийся болтами задний кузов (tonneau) с возможностью входа сзади, вмещающий ещё два сидячих пассажира (за доплату в размере 100 долларов[2][3]).
- Кожаный верх, боковые шторки и прочие аксессуары (за доплату в размере 50 долларов[2][3]).
- Резиновый верх, боковые шторки и прочие аксессуары (за доплату в размере 300 долларов[2][3]).
- Фары головного света и боковые фонари.
- Альтернативные звёздочки цепной передачи для регулировки скорости[6].

### Репутация
Автомобили Cadillac заслужили репутацию надёжных автомобилей, удобных и экономичных в обслуживании, а также известных своими выдающимися подъёмной и тяговой силами. В 1903 году Ф.С. Беннетт, импортёр автомобилей Cadillac в Великобританию, выставил автомобиль Cadillac Model A на соревнования по подъёму на холм Sunrising Hill Climb, где он оказался единственным автомобилем с одноцилиндровым двигателем, завершившим гонку, а также участвовал в испытаниях надёжности на дистанции 1000 миль, где занял четвёртое место в своем ценовом классе по общему количеству очков, но первое место в своём классе по очкам, начисляемым за надёжность.
Производство Model A продолжалось до 1904 года, но с двигателем мощностью 6,2 кВт (81⁄4 л. с.). Был добавлен насосный маслораспределитель с принудительной подачей масла.

## Model B (1904)

Индивидуально спроектированный открытый лимузин с подножками и полноразмерными крыльями

Model B Tonneau

Cadillac Model B дебютировал в январе 1904 года. В отличие от Model A, у Model B рама и оси изготовлены из штамповой стали, а колёсная база составляет 76 дюймов (1900 мм). Передняя ось описывалась как ось балочного типа. Автомобиль поддерживался одной поперечной полуэллиптической рессорой. Наклонная приборная панель была заменена отдельно устанавливавшейся прямоугольной передней частью кузова и вертикальной радиаторной решёткой. Цены выросли на 50 долларов. Номинальная мощность двигателя составила 6,2 кВт (81⁄4 л. с.), однако никаких изменений в конструкции двигателя не произошло.
Model B поставлялся в кузове фаэтон или туринг со съёмным багажником и складной крышей Surrey. Стоимость составила 900 долларов, а масса — примерно 660 кг. Опционально были доступны клаксон и грузовая платформа (вместо съёмного багажника). Выпуск Cadillac Model B продолжался до 1905 года, когда появилась альтернатива в виде трубчатой передней оси, а номинальная мощность двигателя составила 6,7 кВт (9 л. с.).

## Model C (1905)

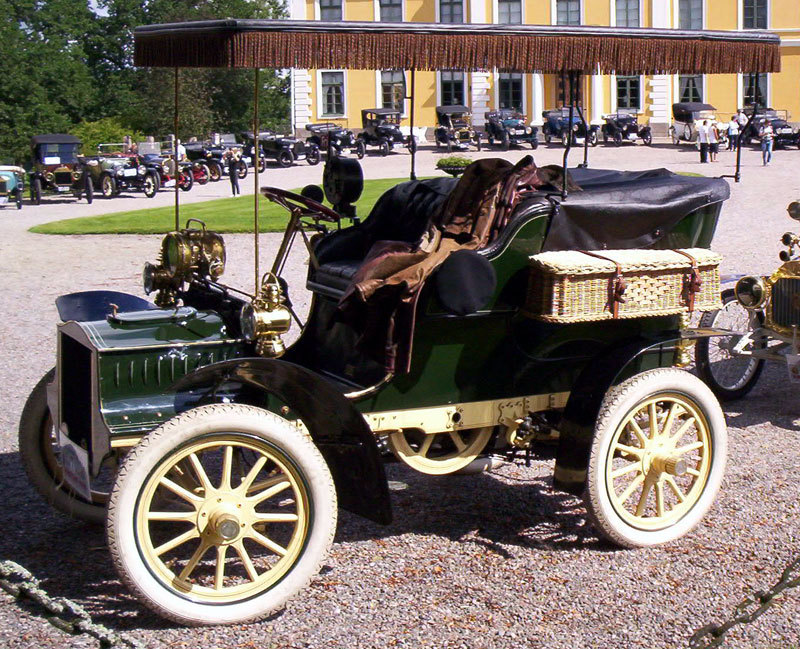
Model C Tonneau

Cadillac Model C дебютировал летом 1905 года. Автомобиль использовал многие компоненты шасси от Model B, однако капот и радиатор были позаимствованы у Model F. Багажное отделение (Tonneau), в отличие от Model F, было съёмным.
Колёсная база Model C составляла 72 дюйма (1800 мм). Автомобиль поставлялся в кузовах фаэтон или туринг со съёмным багажником и складной крышей Surrey (опционально). Стоимость фаэтона составила 750 долларов, а туринга — 850 долларов. Масса фаэтона составляла 600 кг, что на 54 кг легче туринга.

## Model E (1905)

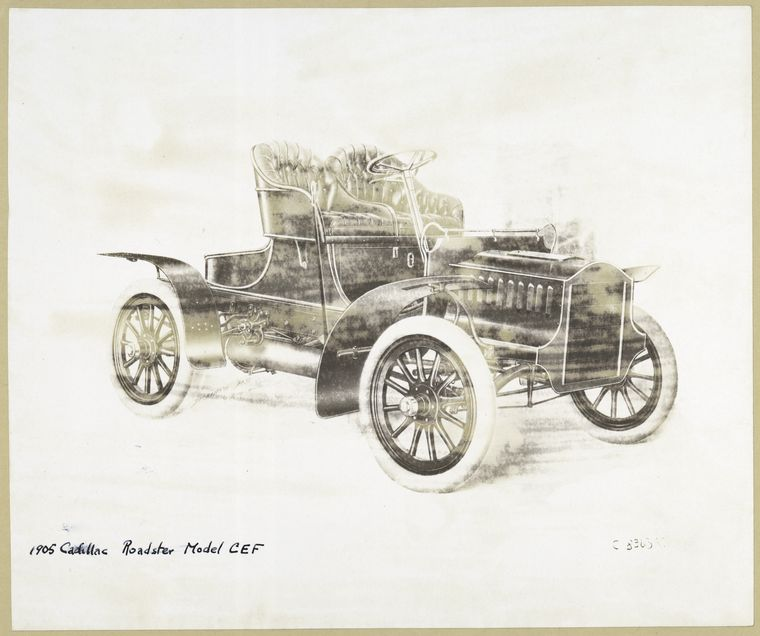
Model E Runabout

Cadillac Model E дебютировал в январе 1905 года. Масса составляла 500 кг, а колёсная база — 1900 мм. Стоимость составила 750 долларов.
Cadillac Model E выпускался только в кузове двухместный фаэтон. Передняя ось — трубчатая. Ось была оснащена траверсой, а позже, ближе к концу 1905 года, добавили коромысло между осью и рессорой. Заявленная мощность одноцилиндрового двигателя объёмом 98,2 кубических дюйма (1609 см3) составляла 9 л. с. Планетарная передача с балансирным валом обеспечивала две скорости движения вперёд и одну назад. Привод задней оси — цепной.
Одно из первых купе, впервые выпущенное на базе Model E компанией C.R. Wilson, получило название Cadillac Osceola. Господин Леланд заказал Osceola для проверки возможности создания закрытого от внешних воздействий кузова автомобиля, а руководство строительством осуществлял Фред Дж. Фишер, который позднее совместно с Чарльзом Т. Фишером и своими братьями основал компанию Fisher Body. Названный в честь вождя индейцев семинолов Оцеолы, которого уважал Генри Леланд, Cadillac Osceola принадлежал семье Леландов в течение многих лет.

## Model F (1905)

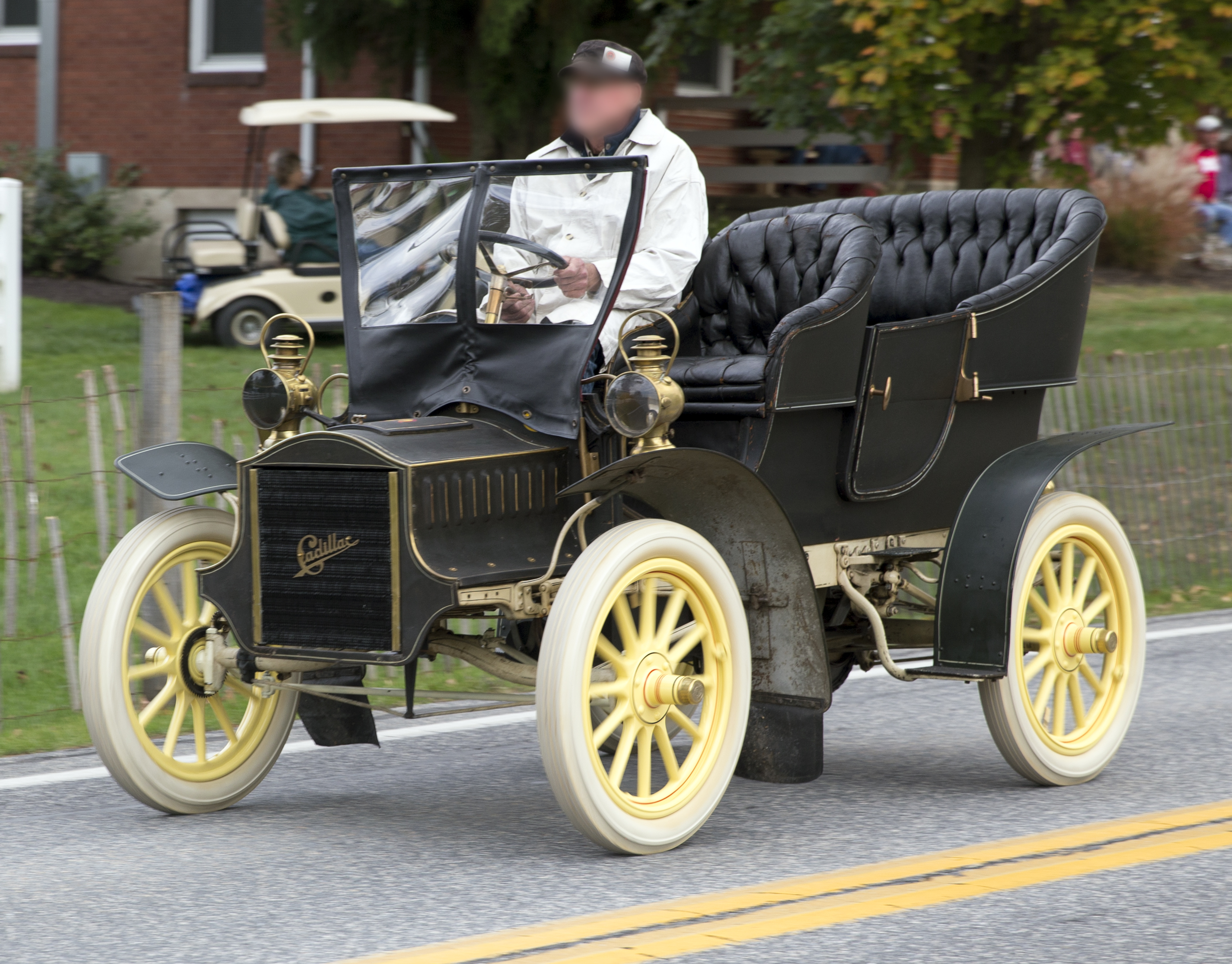
Model F Tonneau

Cadillac Model F дебютировал в 1905 году. От Cadillac Model E он отличался более резким дизайном капота и радиатора. Model E и Model F базировались на одной и той же платформе, хотя Model F был удлинён на два дюйма.
Cadillac Model F мог поставляться в кузове четырёхместный туринг с боковой дверью (Tonneau) или как двухместный грузовой автомобиль. Стоимость обеих версий составляла 950 долларов.
Как и в случае с Model B, колёсная база Model F составляла 76 дюймов (1900 мм).

## Model K и Model M (1906—1908)

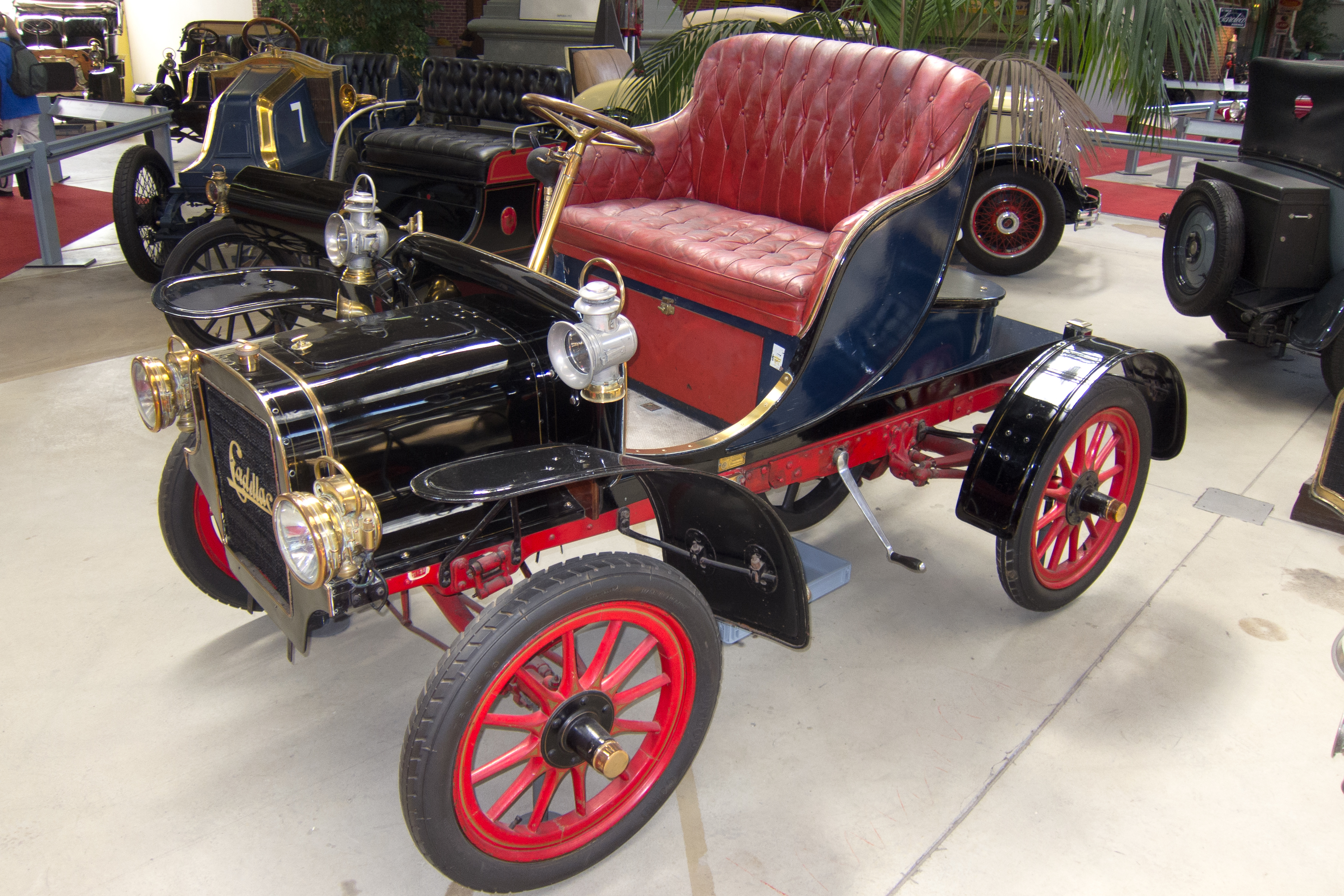
Model K Runabout

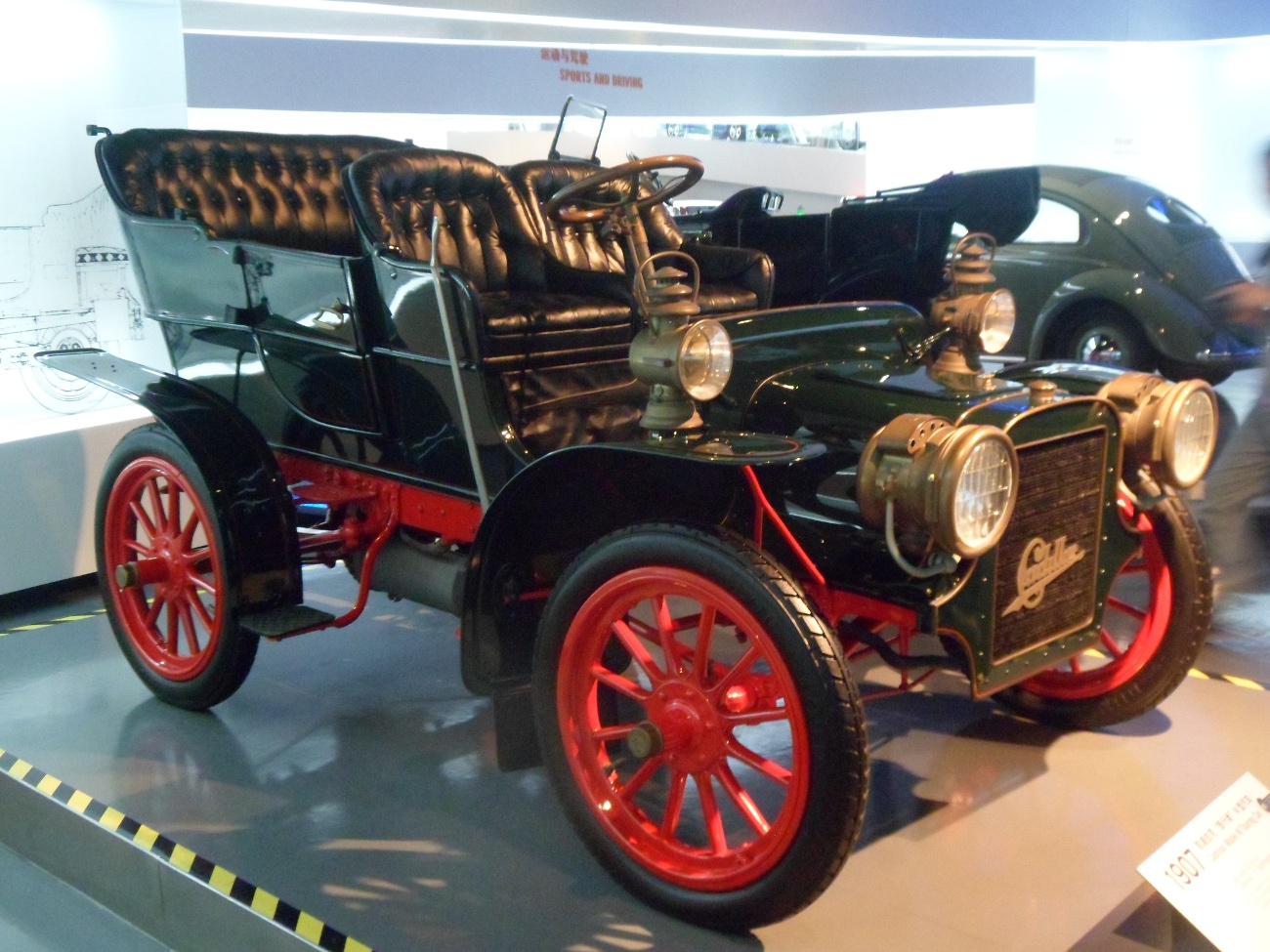
Model M Touring

Cadillac Model K (с короткой колёсной базой) и Cadillac Model M (с длинной колёсной базой) дебютировали в 1906 году. Стоимость Model K составляла 750 долларов, а Model M — 950 долларов. Всего было продано 3650 единиц. С 1907 года автомобили поставлялись с округлым («Tulip») или прямым оформлением кузова. В 1906 году (и снова в 1907 модельном году) автомобили поставлялись в кузове фургон.
Три автомобиля Cadillac Model K 1907 года выпуска участвовали в знаменитом тесте Королевского автомобильного клуба на получение премии Dewar Trophy. Автомобили были разобраны, а детали были перемешаны и собраны обратно без проблем. Этот тест укрепил репутацию Cadillac как производителя точной и качественной продукции, принеся марке известность.
В 1908 году Model M продолжал выпускаться только в виде коммерческого транспортного средства. Цена составляла 950 долларов.

## Model S и Model T (1908)

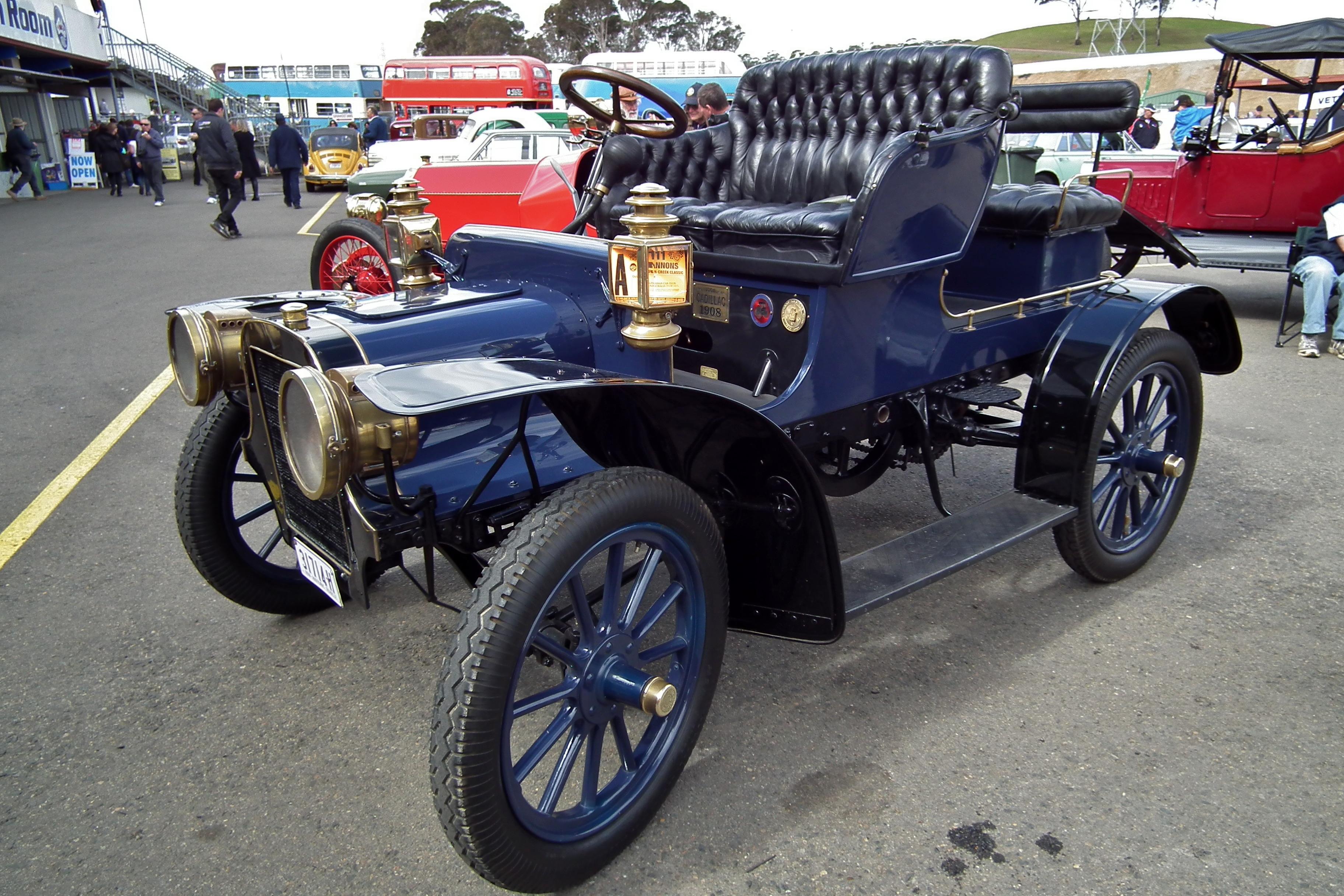
Model S Runabout с дополнительным откидным сиденьем в задней части кузова

Model S и Model T — версии Model K и Model M с колёсной базой, увеличенной до 82 дюймов (2100 мм). Это были последние автомобили Cadillac с одноцилиндровыми двигателями. Основное отличие между Model S и Model T заключалось в том, что у последнего отсутствовали подножки.